# Eric R. Wolf
Eric Robert Wolf (Bécs, 1923. február 1. – New York, 1999. március 6.) amerikai antropológus, paraszti tanulmányokról, Latin-Amerikáról és az antropológiában marxista nézeteiről volt ismert.

## Élete
Ausztriában született egy zsidó család tagjaként. Tanulmányait egy német gimnáziumban folytatta. Későbbi tudományos munkáját befolyásolták az 1930-as években jelen levő bécsi társadalmi megosztottság és a térség konfliktusai. Családjával először Angliába , majd az Egyesült Államokba költözött, hogy elkerüljék a nácizmust. Wolfot nagyon érdekelték a tudományok, és angolul is tanult. 1940-ben Wolf egy idegen fogolytáborba internált A fogolytábor nagy stresszhelyzet volt, és itt ki is volt téve a szocializmusnak és kommunizmusnak. A táborban az intellektuel által szervezett szemináriumokon kívül a társadalomtudományokban is részt vett. Wolfot különösen befolyásolta a német zsidó szociológus, Elibert Norbert, akit ott internált. 1940-ben Wolf elment az Egyesült Államokba - ugyanabban az időszakban, amikor 300 000 zsidó emigrált az Egyesült Államokba Németországból. A kollégiumon keresztül csatlakozott a hadsereghez, és tengerentúlon harcolt a második világháború idején. Később a Columbiai Egyetemen antropológiát folytatott.

## Karrier
Az antropológiai tanszék új elnöke Julian Steward volt , Robert Lowie és Alfred Kroeber diákja. Steward-ot egy olyan tudományos antropológia megteremtése érdekelte, amely elmagyarázta, hogyan fejlődtek a társadalmak és alkalmazkodtak a fizikai környezethez. Wolf disszertációkutatását Steward " Puerto Rico emberek" projektjének részeként végezte el. Legismertebb könyve, Európa és a történelem nélküli emberek. Nem sokkal később, 1961-ben Wolf a Michigan Egyetemen tanult , ahol a CUNY Lehman Főiskolán az antropológia professzora és az Antropológiai Tanszék elnöke volt, mielőtt 1971-ben a CUNY Graduate Centerbe költözött, ahol karrierjének hátralevő részét töltötte. A latin-amerikai munkája mellett Wolf terepmunkát is végzett Európában.

## Munka és ötletek

### Fegyelmi imperializmus
Imperializmus: A gazdaságilag és katonailag erős államok által gyarmatbirodalmak létrehozására irányuló törekvés.
1982-es Európája és a történelem nélküli emberek tükrözik a fegyelmezési imperializmus elutasítását vagy a fegyelmi imperializmus elleni harcot azáltal, hogy az olyan történelmeket, mint a történelmi és nem történelmi népeket és társadalmakat szétbontják, az európai terjeszkedés és a történelmi folyamatok közötti kapcsolatra összpontosítva. Amint azt a könyv címe is tükrözi, érdeklődést mutat arra, hogyan mutatkoztak be az európai történelmekből levezetett társadalmak, amelyek mélyen részt vesznek a globális történelmi rendszerekben és változásokban.

### Teljesítmény
Wolf munkájának nagy része a hatalom kérdéseivel foglalkozik.A dominancia és a válság ideológiái című könyvében (1999) Wolf foglalkozik a hatalom és az ötletek közötti kapcsolattal. Megkülönbözteti a hatalom négy módját: 1. Az egyénben rejlő energia; 2. A hatalom, mint az egó képessége arra, hogy akaratát megváltoztassa; 3. A hatalom, mint az emberi kapcsolatok összefüggéseinek ellenőrzése; 4. Szerkezeti hatalom. Wolf korábbi tapasztalatai és későbbi tanulmányai alapján elutasítja a kultúra fogalmát, amely az ellen-felvilágosodásból származott. Ehelyett a kultúra újradefiniálását javasolja, amely hangsúlyozza a hatalmat, a sokféleséget, a kétértelműséget, az ellentmondást és a tökéletlenül megosztott jelentést és tudást.

### Marxizmus
Wolf, aki ismert az antropológia iránti érdeklődéséről és a marxista gondolkodásnak való hozzájárulásáról, azt mondja, hogy a marxizmust a rokonság és a helyi kultúra összefüggésében kell érteni. A kultúra és a hatalom integrálódik, és az ideológia és a tulajdonviszonyok közvetítik. A marxizmusnak két ága van. A prometheusi marxizmus szimbolizálja a gazdasági és politikai rossz bánásmódtól való mentességet és a híres reformációt mint a divatot egy kívánatosabb jövő felé.

## Magyarul
- Elman Rogers Service–Eric Robert Wolf–Marshall David Sahlins: Vadászok, törzsek, parasztok; ford. Sárkány Mihály, Nagy Géza, Takács Ferenc; Kossuth, Bp., 1973
- Európa és a történelem nélküli népek; ford. Makai György; Akadémiai–Osiris-Századvég, Bp., 1995